# Ramleje
Ramleje [pronunciación en polaco: /ramˈlɛjɛ/] (en alemán: Ramley) es un pueblo en el distrito administrativo de Gmina Somonino, dentro del Distrito de Kartuzy, Voivodato de Pomerania, en el norte de Polonia. Se encuentra aproximadamente 3 kilómetros al noroeste de Somonino, 6 kilómetros al suroeste de Kartuzy, y 32 kilómetros km al oeste de la capital regional, Gdańsk.
Para más detalles de la historia de la región, véase Historia de Pomerania.
El pueblo tiene una población de 328 habitantes.